# 九亭镇
九亭镇，是位于中國上海市松江区东北部的一個鎮。面积26.13平方公里。镇人民政府驻康亭路1号。

## 名称由来
九亭镇因九里亭而得名。传南宋末，僧法耸始建九里亭，清光绪三年（公元1877年）乡贤沈梦虎在蒲汇塘西端北岸重建凉亭一座，因亭距七宝、泗泾各九里，故名九里亭。

## 歷史

### 古代
九亭地区春秋时属吴，战国初，吴亡归越，越亡后属楚。公元前221年，秦始皇统一中国，九亭地区属娄县。梁天监六年（公元507年），随娄县并入信义县。唐天宝十载（公元751年）置华亭县，时九亭地区为华亭县华亭乡之中心地带。元至元十四年（公元1277年），升华亭县为华亭府，领华亭县。翌年，华亭府改称松江府，时九亭地区为松江府华亭县华亭乡35保。
明嘉靖二十一年（公元1542年），划华亭县集贤、修竹、华亭三乡部分和上海县新江、北亭、海隅三乡建青浦县，九亭北部地区（松沪、黄泥浜、杜巷、小寅、朱坊）隶之。嘉靖三十二年（公元1553年）废青浦县，复为华亭县境。万历元年（公元1573年），重建青浦县，九亭北部地区复属青浦县辖境。清顺治十三年（公元1656年），析华亭县建娄县，时九亭地区分属华亭、娄、青浦三县。清末，九亭大部分属泗泾区七宝乡，部分属陈家巷乡、莘庄乡和青浦县龙固区杜寅乡。

### 1912年－1949年
民国元年（公元1912年），撤松江府，娄县并入华亭县。民国3年（公元1914年），华亭县改称松江县，时张家角（即九里亭）及蒲汇塘以南地区隶属于松江县七宝乡；苍石桥、姚家阁（姚家角）、田村等九亭南沿地域隶属于松江县陈家行乡（陈家巷乡）；北场东南一地隶属松江县莘庄乡；九亭北部地隶属于青浦县龙凤乡。民国38年（公元1927年），松江县改设为16区。七宝属第五区，今九亭大部分地区属七宝管辖。民国18年（公元1929年）秋，九亭大部分地区属泗泾区，部分属莘庄区。民国23年（公元1934年），松江改为8区，原七宝、莘庄及陈家行乡归并为松江县第二区，九亭仍属七宝、莘庄及陈家行乡所辖。民国24年（公元1935年），九亭地区归属松江县第三区，属第三区西北片。
民国26年至民国27年（公元1937至1938年），九亭地区属维新政府松江县泗泾区所辖。民国31年（公元1942年）日伪“清乡”期间，九亭地区属松江特别区。民国34年（公元1945年）抗战胜利后，九亭地区分属松江县泗泾区辖下的蒲南乡、蒲北乡、赵庄乡、苍石乡、陈行乡以及青浦县辖下的龙凤乡。民国36年（公元1947年）4月，泗泾区划分集贤、宝义、存仁、新太四乡及新桥、泗泾两镇。存仁乡即今九亭地区部分。九亭北部地区属青浦县杜寅乡。

### 1949年后
1949年5月14日后，九亭地区隶属松江县第一乡镇联合办事处。同年8月撤销松江县第一乡镇联合办事处，成立泗泾区，九亭地区隶属泗泾区。1949年10月中华人民共和国成立后，九亭地区分属泗泾区新民乡、联农乡、民乐乡（部分）及青浦县龙固区杜寅乡。1954年3月，青浦县龙固区杜寅乡划归松江县泗泾区。1957年8月撤区并乡，九亭地区杜寅乡、新民乡、联农乡属泗联乡，民乐乡属新桥乡。
1958年9月，撤乡建人民公社，九亭地区泗联乡建东方人民公社，新桥乡建卫星人民公社。10月，推行军队建制，改为营、连、排编制。一、二、三、四营归属东方人民公社，八、九营归属卫星人民公社。1958年11月，九亭地区随松江县划归上海市。1959年4月，东方人民公社、卫星人民公社分别更名泗联人民公社、新桥人民公社。1959年3月，将原来的公社、营、连、排编制改为管理区、生产队、生产小队。九亭地区属泗联人民公社的杜寅管理区和新民管理区以及属新桥公社的联农片。1961年撤销管理区建制，建立公社、生产大队、生产队三级体制。1962年3月，九亭地区建有15个生产大队、135个生产队。
1978年3月10日，原泗联人民公社划分为九亭 、泗联、砖桥（今洞泾）三个公社 。其中划原泗联人民公社松沪、杜巷、向阳、朱坊、九星、兴联、繁荣、友谊、三星、朱龙、金吴11个大队及水产大队一部分与原新桥人民公社松联、曙光、黎星、北场4个大队总共合计15个生产大队、1个水产队组建九亭人民公社，选址友谊大队陈家浜生产队建九亭集镇，为公社驻地。1984年3月30日，恢复乡级体制，九亭人民公社改为九亭乡，成立乡人民政府，生产大队改为行政村，建立村民委员会，生产队改为村民小组。1993年8月28日，松江县人大常委会第十一届四次会议通过九亭乡撤乡建镇，成立九亭镇人民政府。实行镇管村的行政体制。1998年2月10日，北场村东南部南行、朱潘、诸家三生产队全境及薛家桥生产队部分共1455亩土地划归闵行区管辖。
2011年4月，九亭一輛城管車正準備闖紅燈的時，與城管車前面的一對年輕夫妻衝突，8名城管下車毆打男子。結果民眾圍困城管車討要說法。警方接報到場後，封鎖附近的路段。後來涉案的2名城管人员被刑事拘留，另4名城管人员因殴打他人被行政拘留15天并处罚款500元。另有4名围观者同樣被拘留。
2015年7月15日，上海市人民政府批复同意从九亭镇析出建立九里亭街道。并对九亭镇行政区域范围作相应调整，其行政区域范围为：东至小涞港，南与新桥镇接壤，西至北泖泾，北至沪松公路。

## 地理
九亭镇位于松江区东北部，距松江城区20公里。东以九曲江、小涞港为界，与闵行区七宝镇相望；南以庙泾、张家浜、莘泾为界，与新桥镇毗邻；西以淀浦河（西北）盘龙塘（西南）为界，与泗泾镇相接；北以沪松公路、湛泾港为界，与九里亭街道、青浦区徐泾镇接壤。
九亭镇中心地理坐标为东经121°5'55"，北纬31°07'43"。东西最宽处约4.5公里，南北最长处为7.5公里。周长约30公里。
九亭镇境内河流众多，有横穿镇境东西的市级河道淀浦河，其他主要河流还有区级河道蒲汇塘、蟠龙塘（盘龙塘）、小涞港等。

## 户籍人口
九亭镇户籍人口指按照《中华人民共和国户口登记条例》，在松江区公安局（九亭分局）户籍管理机关登记了常住户口的人。户籍人口不管是否外出，也不管外出时间长短，都属于九亭地区的户籍人口。
| 年份 | 人数   |
| ---- | ------ |
| 1978 | 19,367 |
| 1985 | 20,012 |
| 1997 | 19,986 |
| 2000 | 20,111 |
| 2006 | 26,022 |
| 2010 | 34,024 |

## 行政区划
1984年3月，大队改制为村，时九亭乡下辖17个村：九里亭村、小寅村、松沪村、黄泥浜村、杜巷村、朱坊村、朱龙村、牛车泾村、赵家角村、金吴村、兴联村、北场村、松联村、朱泾浜村、苍石桥村、庄家村和水产村。
1989年，成立九亭镇居委会（后一度称亭中居委会，但非今日之亭中居委会）。
2000年，九亭镇居委会与水产村合建亭福居委会。
2001年，黄泥浜村并入松沪村；杜巷村并入九里亭村；赵家角村并入朱龙村；苍石桥村并入金吴村；朱坊村并入小寅村；松联村并入朱泾浜村。划牛车泾村北部建亭中居委会。
2002年，庄家村、兴联村境内成立亭东居委会。兴联村撤村并入。庄家村改建为庄家居委会。北场村南境建亭南居委会。
2003年，亭东居委会析建为亭东居委会、兴联居委会。
2004年，松沪、九里亭、小寅、金吴、朱龙、朱泾浜6村撤村建居委会；牛车泾村并入亭中居委会；北场村并入亭南居委会。
2005年，亭南居委会划出原北场村，另建北场居委会。从亭福居委会、庄家居委会析地建亭源居委会；松沪居委会境内析地建奥园居委会、知雅汇居委会；兴联居委会、亭中居委会境内析地建国亭居委会、复地居委会；九里亭居委会境内析地建亭汇居委会；亭中居委会境内析地建颐景园居委会。原牛车泾村从亭中居委会分出，建牛车泾居委会。
2006年，朱龙居委会、庄家居委会境内析地建嘉禾居委会。
2008年，新建涞寅、九城湖滨、亭北3个居委会。
九亭镇现辖以下居委会：亭中居委会、亭东居委会、亭福居委会、亭南居委会、庄家居委会、兴联居委会、朱龙居委会、金吴居委会、小寅居委会、朱泾浜居委会、亭源居委会、北场居委会、牛车泾居委会、国亭居委会、嘉禾居委会、颐景园居委会、复地居委会、天元居委会、青春居委会、云润居委会、涞亭居委会、象屿都城居委会、紫金居委会。

## 交通
九亭镇交通便捷，东北距上海市中心18公里，西南距松江城区20公里。北距虹桥机场8公里，东距浦东国际机场38公里。北邻318国道沪青平公路，南傍莘砖公路。东靠嘉闵高架路、沪昆铁路外环线和沪昆客运专线。沪松公路贯通东西全境，九杜路-九新公路纵穿南北全境。
G50沪渝高速、G15沈海高速和G60沪昆高速分别从北侧、西侧和南侧三个方向穿越镇境。
终点站位于境内或途径境内的主要公交线路有92B、186、198、706、748、759、1840、1841、1841B、1842、1843、松江40路、松江4l路、松江42路、松江43路、松江44路、松江89路、沪松线、沪陈线、沪佘昆线、上佘定班线、松龙线等。
2007年12月29日上海轨道交通9号线一期工程通车，全长31.12公里。从泗泾过淀浦河大桥以后在境内进入地下行驶。并设置九亭站，有3个进出口。

## 古桥
九亭地区历史悠久，今仍有少量建于清代的石桥完好保留至今。
- 吴家浜桥，跨吴家浜，初建于清道光十一年（1831年）十一月，重建于清光绪十八年（1892年）。
- 百岁桥，又名高义桥，跨朱坊沧泾，建于清道光二十一年（1841年）三月。
- 乐郊桥，跨高汾泾，重建于清道光十六年（1836年）。
- 积善桥，跨褚泾，建于清光绪初年，为松江、青浦两区界桥。

## 公办教育
九亭镇境内有五所公办幼儿园：中心幼儿园、亭南幼儿园、九亭二幼、九亭三幼、九亭四幼；
四所公办小学：九亭小学、九亭二小、九亭三小、九亭四小、九亭五小；
一所公办中学：九亭中学；
一所成人学校：九亭成校。

## 友好乡镇
- 1992年7月31日，九亭乡同日本高知县长冈郡本山町正式建立友好乡镇关系。
- 1996年6月14日，九亭镇与河南省鹿邑县玄武镇结为友好乡镇。

## 乡镇荣誉

### 集体
- 1981年，九亭喷花厂被评为1981年度“上海市模范集体”，五金厂模具小组被评为“上海市先进集体”。
- 1982年，九亭公社获“上海市消灭血吸虫病先进集体”。
- 1993年5月，九亭镇被市农村党委、市农委命名为“上海市郊区标兵乡（镇）”。
- 1993年11月，九亭镇被市经委、市农委、市郊工商局评为“乡镇工业好，贡献大的先进乡（镇）”。
- 1995年11月，九亭镇荣获“首届中国乡镇投资环境100强”荣誉称号。
- 1995年，九亭镇蔬菜生产被评为上海市先进。
- 1995年，九亭镇荣获1994至1995年度“市拥军优属模范镇”光荣称号。
- 1996年12月，九亭镇获1996年度松江县社会治安综合治理“金盾杯”奖。
- 1996年，九亭镇荣获1996年度“上海市村民自治示范镇”称号。
- 1998年，九亭镇荣获“上海市文明镇”称号。
- 2000年12月，九亭镇被评为“市一级卫生镇”。
- 2004年8月，九亭镇被评为上海市“双拥模范镇”。
- 2004年12月10日，九亭镇创建“国家卫生镇”，经全国爱委会领导一行4人验收达标。
- 2005年12月，九亭镇被中央文明委评为“全国创建文明村镇工作先进镇”。

### 个人
- 1981年4月25日，张辉、张洪其被共青团上海市委员会评为“新长征突击手”。
- 1995年5月，喻雄萍被共青团上海市委员会命名为“新长征突击手”。
- 1979年，朱龙大队金东生产队队长张国章被评为1979年度“上海市劳动模范”。
- 1981年，种子站赵兰芳被评为1981年度“上海市劳动模范”。
- 1983年，赵家角大队王伟才被评为1983年度“上海市劳动模范”。
- 1989年，华氏集团顾跃辉被评为1989年度“上海市劳动模范”。
- 1993年，九亭镇工业公司蔡金荣被评为1993年度“上海市劳动模范”。
- 1995年，农业公司经理赵永高和铜材厂厂长陆红士被评为1995年度“上海市劳动模范”。
- 1997年，九亭镇副业公司戴学超被评为1997年度“上海市劳动模范”。
- 2000年12月，松沪村党支部书记陈爱忠被评为2000年度“上海市劳动模范”。
- 2003年12月，吴芳、钱光强被评为2003年度“上海市劳动模范”。
- 2006年12月，牛车泾居民区党支部书记彭明华被评为2005至2006年度“上海市劳动模范”。